# Liste der Landschaftsschutzgebiete in Osnabrück
Die Liste der Landschaftsschutzgebiete in Osnabrück enthält die Landschaftsschutzgebiete der kreisfreien Stadt Osnabrück in Niedersachsen.
| Bild                               | Nummer         | Bezeichnung des Gebietes                              | Fläche in Hektar | WDPA-ID       | Koordinaten | Datum der Verordnung |
| ---------------------------------- | -------------- | ----------------------------------------------------- | ---------------- | ------------- | ----------- | -------------------- |
| Wiesenlandschaft am Rubbenbruchsee | LSG OS-S 00001 | Heger Friedhof, Rubbenbruch, Heger- und Natruper Holz | 197,30           | 390092        | Position    | 1966                 |
| Steinbruch am Westerberg           | LSG OS-S 00002 | Westerberg                                            | 29,30            | 325810        | Position    | 1966                 |
|                                    | LSG OS-S 00003 | Eversburg                                             | 8,90             | 320722        | Position    | 1966                 |
| Steinbruch Piesberg                | LSG OS-S 00004 | Piesberg - Haster Berg - Klee Berg                    | 496,60           | 323674        | Position    | 1966                 |
| See der Angelaschule im Nettetal   | LSG OS-S 00005 | Nettetal                                              | 47,90            | 323178        | Position    | 1966                 |
|                                    | LSG OS-S 00006 | Schinkelberg                                          | 86,80            | 324153        | Position    | 1966                 |
|                                    | LSG OS-S 00007 | Gartlage                                              | 50,20            | 320958        | Position    | 1966                 |
| weitere Bilder                     | LSG OS-S 00008 | Bürgerpark                                            | 13,80            | 320204        | Position    | 1966                 |
|                                    | LSG OS-S 00009 | Schölerberg                                           | 40,90            | 324235        | Position    | 1966                 |
| Hang der Anhöhe „Ziegenbrink“      | LSG OS-S 00010 | Schützenburg - Bröker Weg                             | 8,00             | 324466        | Position    | 1966                 |
|                                    | LSG OS-S 00011 | Armenholz                                             | 3,00             | 319661        | Position    | 1966                 |
|                                    | LSG OS-S 00012 | Hörner Bruch                                          | 48,30            | 321761        | Position    | 1966                 |
|                                    | LSG OS-S 00013 | Brinkmeiers Busch                                     | 0,90             | 320092        | Position    | 1955                 |
|                                    | LSG OS-S 00014 | Muterts großer Holzbusch                              | 7,00             | 323108        | Position    | 1955                 |
|                                    | LSG OS-S 00015 | Hellerberg                                            | 7,00             | 321533        | Position    | 1955                 |
|                                    | LSG OS-S 00016 | Grumpes Dütewald                                      | 7,00             | 321252        | Position    | 1955                 |
|                                    | LSG OS-S 00017 | Gesmoldsberg                                          | 56,00            | 321068        | Position    | 1955                 |
|                                    | LSG OS-S 00018 | Nordhaushöhe                                          | 20,00            | 323267        | Position    | 1955                 |
|                                    | LSG OS-S 00019 | Hörner Niederung                                      | 30,80            | 321764        | Position    | 1955                 |
|                                    | LSG OS-S 00020 | Hörner Bruch                                          | 48,30 70,00      | 321761 321762 | Position    | 1966 1955            |
|                                    | LSG OS-S 00021 | Kniebusch                                             | 2,00             | 322225        | Position    | 1955                 |
|                                    | LSG OS-S 00022 | Wulfter Holz                                          | 29,00            | 325947        | Position    | 1955                 |
| Porta Westfalica2                  | LSG OS-S 00023 | Naturpark Nördlicher Teutoburger Wald - Wiehengebirge | 2578,50          | 323136        | Position    | 1965                 |